# Júlio Titow
Júlio Titow, mais conhecido como Yura (Porto Alegre, 4 de novembro de 1952), é um ex-futebolista brasileiro. É o autor do gol mais rápido na história dos grenais. O jogo ocorreu em 14 de agosto de 1977 e o gol foi marcado aos 14 segundos  do primeiro tempo.
Yura jogou no Grêmio Foot-Ball Porto Alegrense de 1971 a 1980 e encerrou a carreira aos 27 anos, por causa de uma lesão no fêmur. Yura foi membro do titular do conselho deliberativo do Grêmio (mandato 2004/2010).

## Títulos
Grêmio
Campeonato Gaúcho: 1977, 1979